# 岳粹
岳粹（1508年—？），字純甫，號愚斋，山東東昌府冠縣人，民籍，明朝政治人物。

## 生平
嘉靖十九年（1540年）庚子科山東鄉試第五十八名舉人。嘉靖二十六年（1547年）中式丁未科會試第一百四十九名，登第三甲第九十九名進士。都察院觀政，授夏县知县，升户部主事，历官户部郎中、巩昌府知府，三十八年五月因贪污被逮问。

## 家族
曾祖岳祥；祖父岳隆，壽官；父岳恒，母苗氏。慈侍下。弟岳敉。子钟秀、钟和（生员）、钟华、钟哲、钟吉。